# Station Koszalin Podgórze
Station Koszalin Podgórze was een spoorwegstation in de Poolse plaats Koszalin.